# Nadéah
Nadéah, pseudonimo di Nadya Miranda (Melbourne, 31 dicembre 1980), è una cantautrice australiana.
È cofondatrice della band loveGods ed è stata la cantante di molti gruppi francesi come Nouvelle Vague, B per Bang e S.

## Biografia
Nadèah nasce a Melbourne il 31 dicembre 1980 da un padre italiano e una madre portoghese/indiana/slava/inglese. All'età di 18 anni si trasferisce a Londra ma dopo aver perso il passaporto durante una permanenza in Francia decide di rimanere a Parigi. Inizia a cantare davanti ai bar e così incontra Art Martinez (che diventa suo collaboratore e cofondatore della loveGods).
Dopo la registrazione di una demo, Nadèah e Art vanno in Gran Bretagna per proseguire la loro carriera. Si iscrivono come un duo presso Island/Universal, ma - dopo due anni senza un singolo album - creano la band di rock alternativo loveGods e registrano due album e un EP.
A causa di un problema di cittadinanza, Nadèah torna a Parigi e si unisce a Katia Labèque, David Chalmin e Nicola Tescari nel progetto B per Bang.
Incontra poi Marc Collin e si unisce a lui nel gruppo francese Nouvelle Vague. Durante quest'ultima tournée, Nadèah completa il suo primo album da solista Venus Gets Even.
Nel 2015 debutta al cinema con un piccolo ruolo nel film Latin Lover di Cristina Comencini

## Discografia
con The Lovegods
- 2004 - Between Dogs and Wolves (Bread Records)
- 2005 - Audience of One (Bread Records)

Solista
- 2011 - Venus Gets Even
- 2016 - While the Heart Beats

Nel 2020 scrive e interpreta anche la sigla della fiction Vite in fuga con un brano dal titolo Lives on the Run.